# Центральний стадіон (Гребінка)
«Центральний стадіон» у Гребінці — багатофункціональний спортивний комплекс у районному центрі Полтавської області місті Гребінці, що перебуває в комунальній власності; головні арена спортивних команд міста і району та база підготовки юних спортсменів.
Розташований у центральній частині Гребінки за адресою:
пров. Спортивний, 5, м. Гребінка (Полтавська область, Україна).

## Історія
Ідея спорудження в місті нового стадіону в Гребінці (крім того, в місті вже існував споруджений 1955 року стадіон «Локомотив») виникла після відкриття в місті спортивної зали 1986 року. Міська влада ухвалила рішення збудувати в місті стадіон і басейн. Під час візиту до Гребінки тодішній міністр шляхів сполучення СРСР Микола Семенович Конарєв підтримав будівництво стадіону та виділив необхідні матеріали. Міський голова Петро Омелянович Брижицький відповідав за організацію робіт. Стадіон зводився методом народного будівництва зусиллями міських ентузіастів. Уже за часів незалежності міська влада вирішила виключити з проекту басейн через брак коштів та збудувати замість нього легкоатлетичний манеж.
Стадіон було урочисто відкрито під час святкування 100-річчя міста в 1995 році. На відкритті стадіону був присутній дворазовий олімпійський чемпіон Валерій Борзов, була організована розважальна програма, концерт та феєрверк.
Одразу після відкриття футбольний газон пожовк, стан поля значно погіршився. Після консультацій з фахівцями київського стадіону «Динамо» було вирішено замінити газон. В умовах браку коштів заміна газону проводилася також за допомогою суботників. З того часу футбольне поле стадіону є одним з найкращих в Україні.

Зруйнована права трибуна стадіону, липень 2018

На початку травня 2018 року відбулося часткове руйнування спорткомплексу, зокрема завалилися цегельні стіни. Місце руйнування було обгороджено для недопуску людей (постраждалих, за офіційними повідомленнями, немає). Причини обвалу відразу після події не були названі, згідно з існуючою думкою городян, ситуація сталась через недофінансування в утриманні спорткомплексу (через нестачу коштів). Зруйнована права трибуна, за думкою містян, має бути приведена до ладу до чергового (у 2018-му) Дня міста, тобто до початку серпня, втім на середину літа (липень) не видно жодного руху робіт з очищення або відновлення стадіону.

## Спорткомплекс

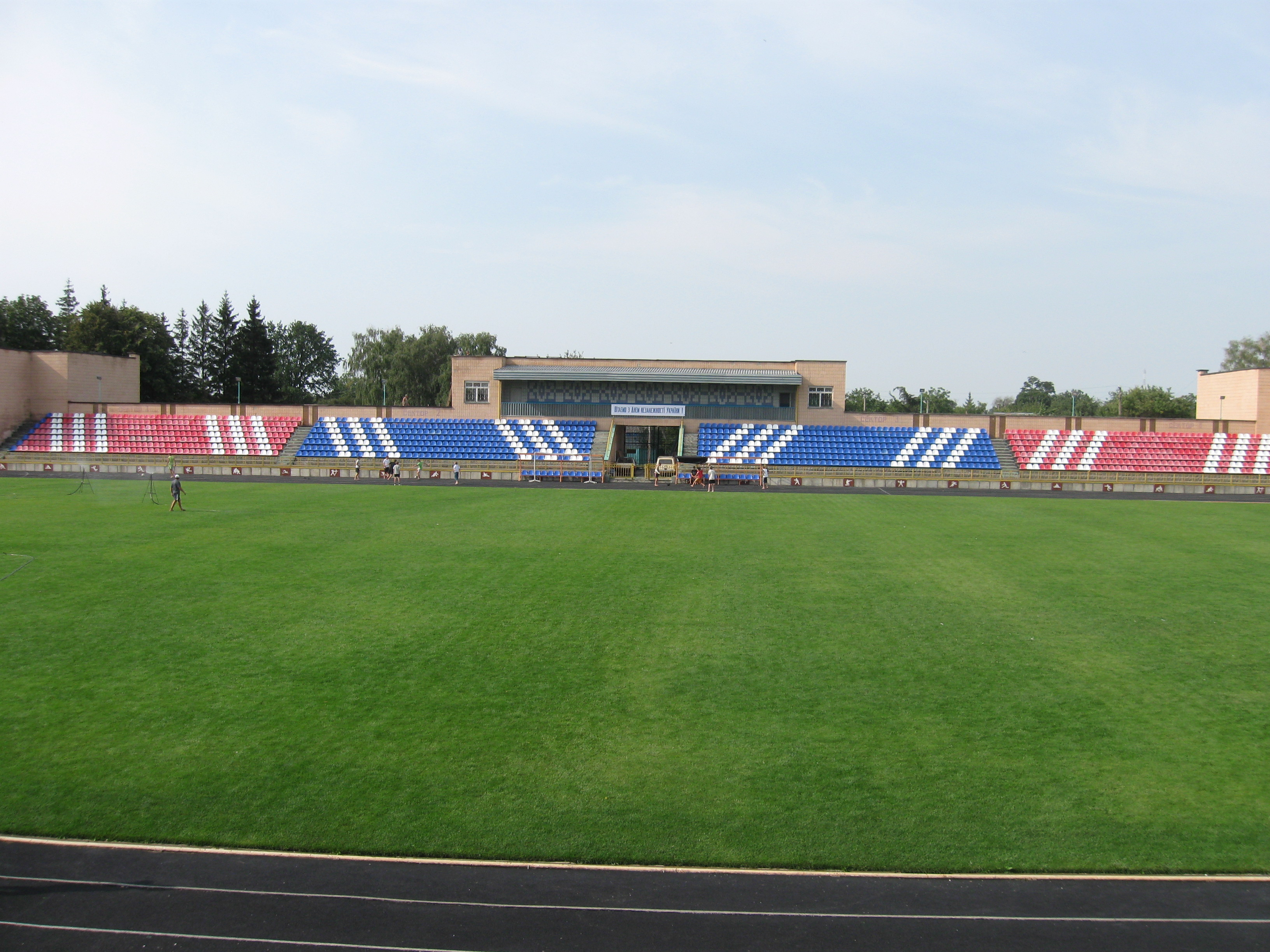
Футбольне поле спорткомплексу

Великий, один з найкращих в області спортивних комплексів, був споруджений у місті Гребінці вже за незалежності — у 1995 році. Він включає стадіон із футбольним полем, біговими доріжками зі спеціальним покриттям, легкоатлетичний манеж, спортивний зал, тенісні корти, волейбольні, баскетбольні майданчики, спеціальні тренажери (на окремому майданчику). 
Стадіон розрахований на 5,5 тисяч посадочних місць.  
На базі гребінківського спортивного комплексу «Центральний стадіон» проводяться всеукраїнські, обласні та районні спортивні змагання; також тут проводять навчально-тренувальні збори дитячі спортивні заклади столиці України міста Києва. У другому колі сезону 1995/96 гребінківський стадіон обрала для проведення домашніх матчів у другій лізі київська «Оболонь-ППО», а в сезоні 1996/97 кілька матчів тут провів друголіговий «Факел» (Варва).

## Супутня інфраструктура

Центральний вхід до спорткомплексу

Навколо спорткомплексу в Гребінці створені сприятливі умови як для тренувальних занять і покращення власної фізичної форми, так і для проживання, і відпочинку. 
Так, безпосередньо в одному з приміщень спорткомплексу (пров. Спортивний, 2) розташований готель на 50 місць; директор Толочний Олександр Григорович), що перебуває у комунальній власності міста), під'їзд до якого забезпечується автомобільним і залізничним транспортом. Біля готелю є паркінг. Крім того, в спортивному комплексі функціонують: сауна, басейн закритого типу, пральня, кафе на 50 посадочних місць. 
Крім того, поблизу спортивного коплексу розташовані районний Будинок культури, кафе, танцювальний майданчик, дитячі атракціони; поряд з готелем спорткомплексу — магазин, пошта, комп’ютерний зал із підключенням до мережі Інтернет, банкомати.

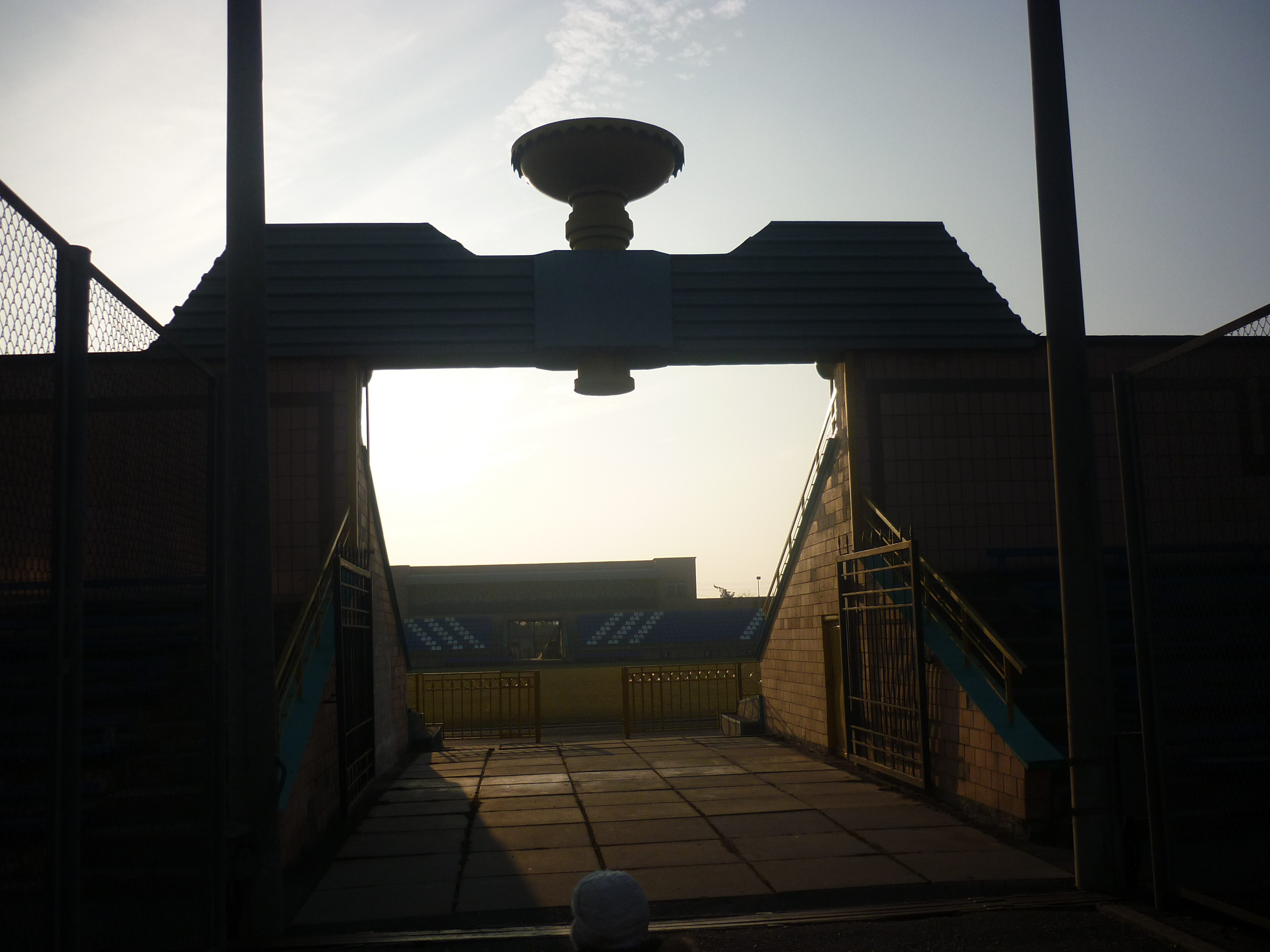
Вхід на стадіон
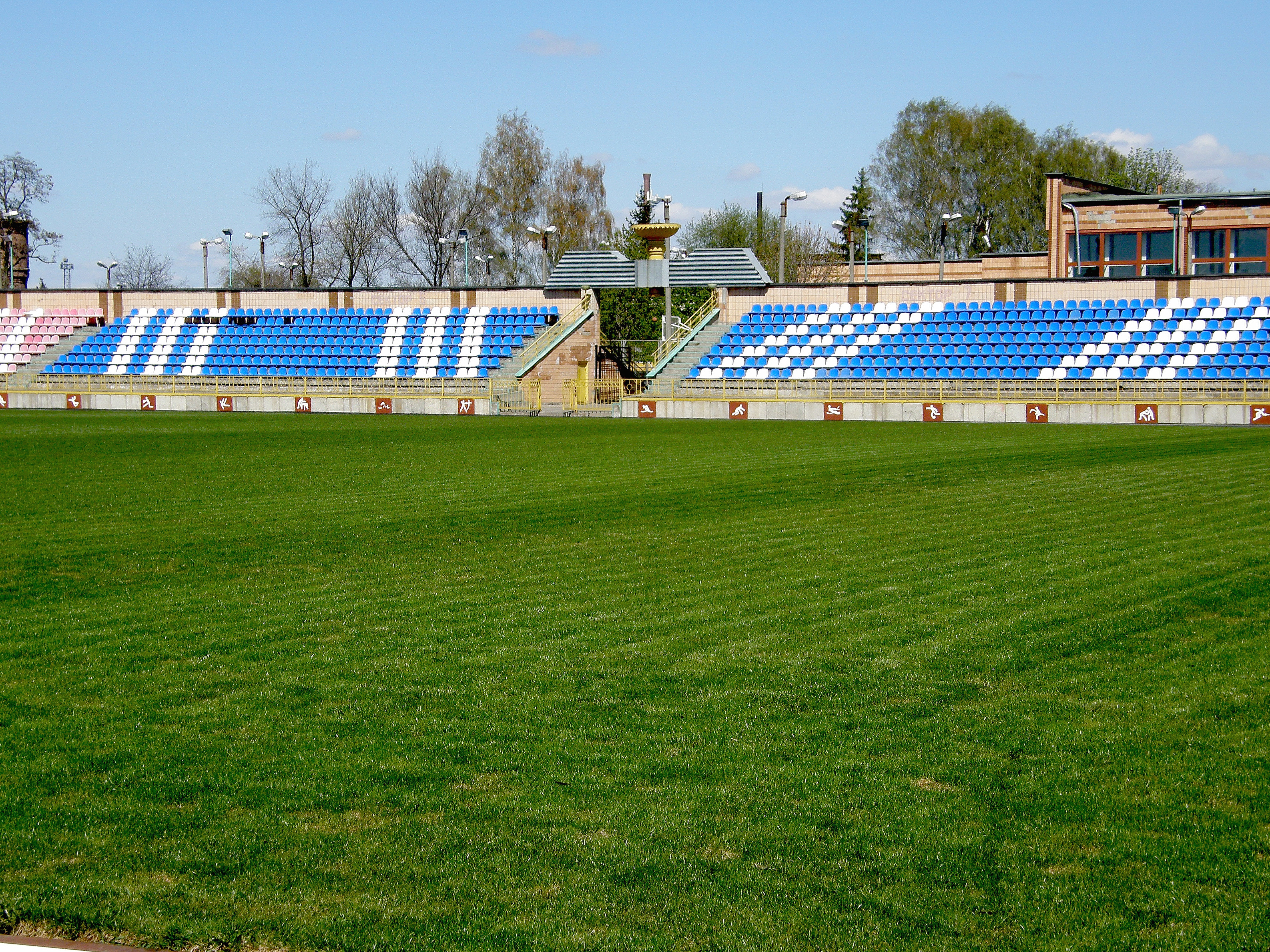
Футбольне поле і трибуна
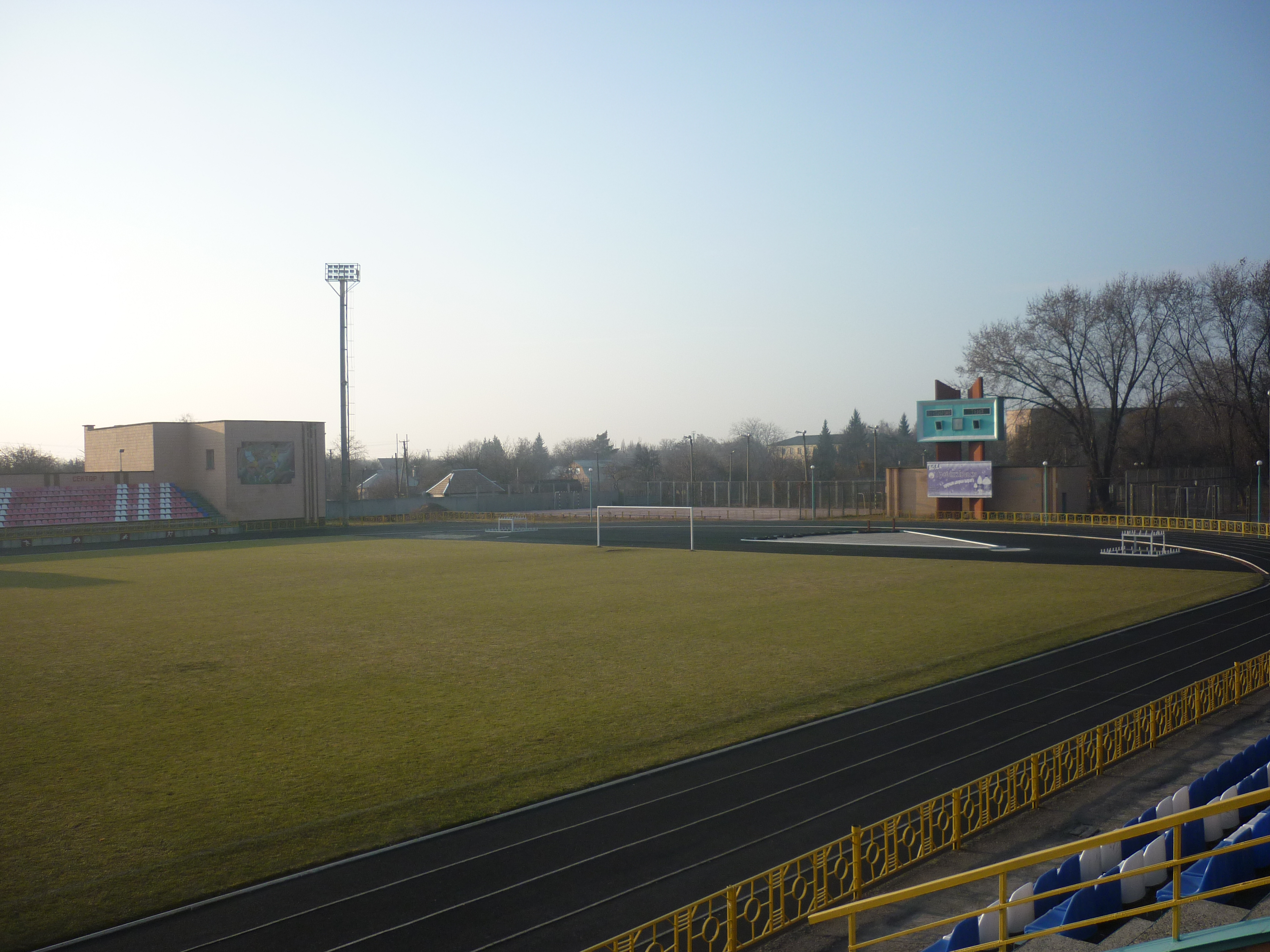
Права частина поля
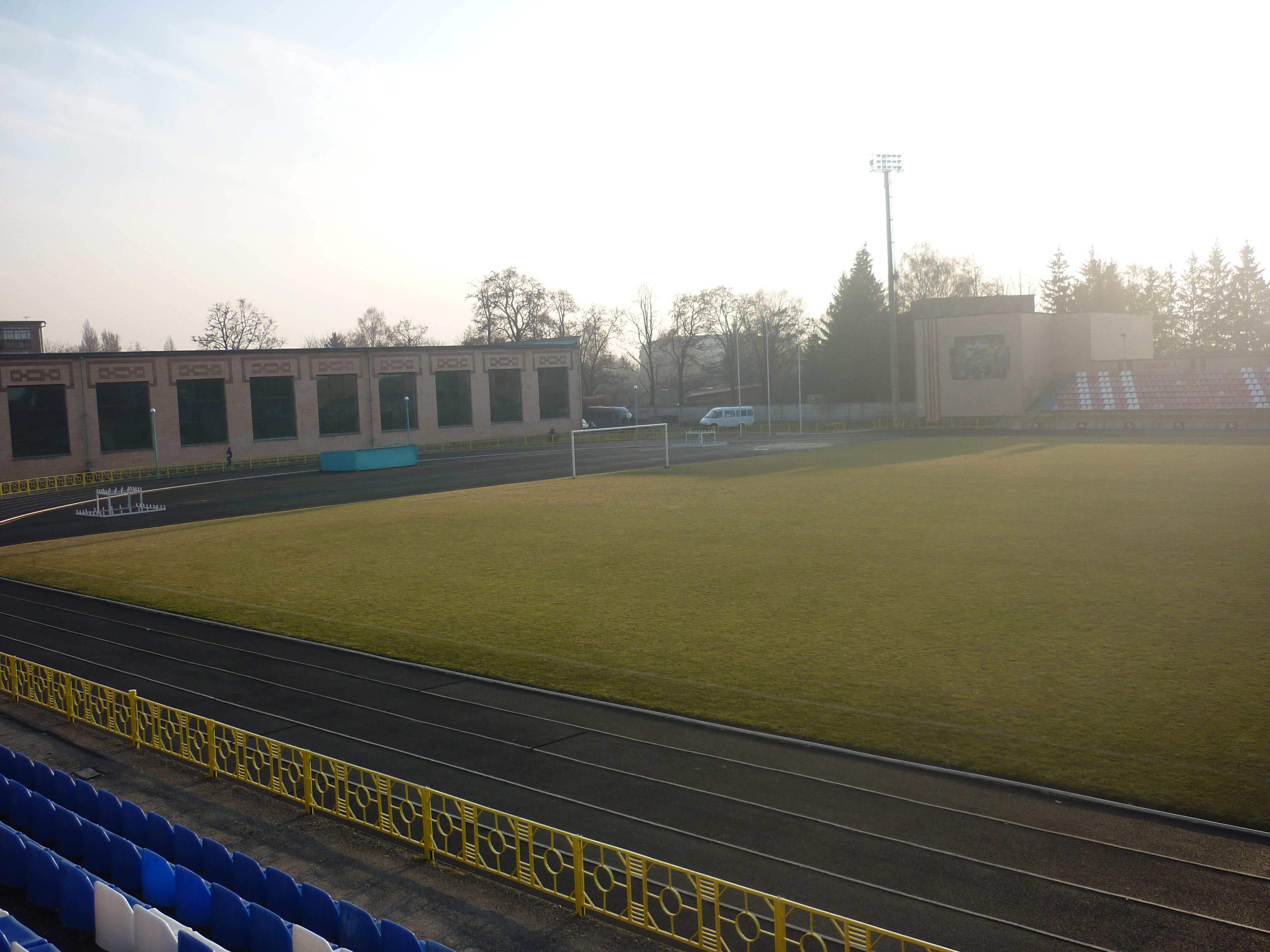
Ліва частина поля